# Bakerganj Upazila
Bakerganj Upazila är ett underdistrikt i Bangladesh. Det ligger i den södra delen av landet, 130 kilometer söder om huvudstaden Dhaka.
Trakten runt Bakerganj Upazila består till största delen av jordbruksmark. Runt Bakerganj Upazila är det mycket tätbefolkat, med 1 361 invånare per kvadratkilometer.